# Rhinephyllum obliquum
Rhinephyllum obliquum är en isörtsväxtart som beskrevs av L. Bol. Rhinephyllum obliquum ingår i släktet Rhinephyllum och familjen isörtsväxter. Inga underarter finns listade i Catalogue of Life.